# 200 TCN
Năm 200 TCN là một năm trong lịch Julius. 